# Aphthona nepalensis
Aphthona nepalensis es un coleóptero de la familia Chrysomelidae. Fue descrita científicamente por primera vez en 1984 por Medvedev.